# Валенсийская библиотека
Валенсийская библиотека имени Николаю Примитиу (исп. Biblioteca Valenciana Nicolau Primitiu)— автономная библиотека Валенсийского сообщества (Испания). Она была создана в соответствии с Указом 5/1985 генерального совета Валенсии. В соответствии с Законом 4/2011 от 23 марта о библиотеках Валенсийского сообщества является главой Валенсийской библиотечной системы и главным библиотечным центром Генералитета, а основное библиографическое хранилище Валенсийского сообщества имеет миссию по сбору, сохранению и распространению библиографического наследия Валенсии и всей печатной, звуковой и визуальной продукции в Валенсийском сообществе и на нем, являясь обязательным получателем одной из копий в отделениях юридического депозита. Она отвечает за подготовку и распространение библиографической информации о издательской деятельности в Валенсии и поддерживает сотрудничество с библиотечными службами в различных областях. Кроме того, она отвечает за подготовку коллективного каталога библиографического наследия Валенсийского сообщества.

## История
Истоки Валенсийской библиотеки находятся в пожертвовании частной библиотеки Д. Николау Примитиу Гомеса Серрано его наследниками в 1979 году.
Королевским указом 1032/1978 от 14 апреля было принято пожертвование государству коллекции книг, состоящей из инкунабул, раритетов и изданий шестнадцатого, семнадцатого и восемнадцатого веков, все из которых являются членами испанского исторического наследия, для установки в библиотеке под названием «Николау Примитиу» в городе Валенсия. Аналогичным образом, доноры уполномочили Министерство культуры передать право собственности и управление объектом своего пожертвования, если был создан политический или административный орган регионального характера с названием Содружество, Генералитет или любая другая аналогичная организация. После утверждения Устава автономии Валенсийского сообщества в 1982 году министерство культуры материализовало передачу библиографических коллекций библиотеки «Николау Примитиу» Генералитету Валенсия Королевским указом 846/1986.
Эта библиотека, имеющая неисчислимую ценность, суммирует основные принципы национальной библиотеки, объединяя автора, Валенсийская тема или произведенную в Валенсии, и заложила основы, на которых была построена нынешняя Валенсийская библиотека.
Многие другие, которые пришли, чтобы обогатить и завершить эти важные средства были добавлены к этому первоначальному пожертвованию. К этому мы должны добавить доход от обязательного депозита, а также покупки, сделанные самим учреждением. Публикация указа о создании Валенсийской библиотеки (Указ 5/1985) является важной вехой, поскольку с этого момента норма, регулирующая ее существование, доступна, а ее цели и функции определены. Таким образом, Валенсийская библиотека создана как высший библиотечный центр Генералитета и базовое библиографическое хранилище Валенсийского сообщества, зависящее от компетентного Департамента культуры.
С момента своего создания до 2000 года, библиотека была установлена в здании старой больницы общего пользования, разделяя пространство с Публичной публичной библиотекой Валенсии, в то время как она искала окончательный штаб-квартиру для нее.
В 1995 году Генералитет решил, что окончательным местом расположения этой библиотеки является монастырь Сан-Мигель-де-лос-Рейес . В сотрудничестве с провинциальным советом и советом Валенсии, совладельцами здания, в период с 1995 по 1999 год был реализован амбициозный проект реабилитации, который позволил бы восстановить его художественные и культурные ценности, но также позволил бы использовать его в качестве автономной библиотеки.
В 2000 году Валенсийская библиотека открыла свои двери в своей нынешней штаб-квартире, монастыре Сан-Мигель-де-лос-Рейес .
В 2010 году был опубликован Указ 33/2010, посредством которого Валенсийская библиотека была переименована в Библиотеку Валенсии «Nicolau Primitiu».

## Фонды

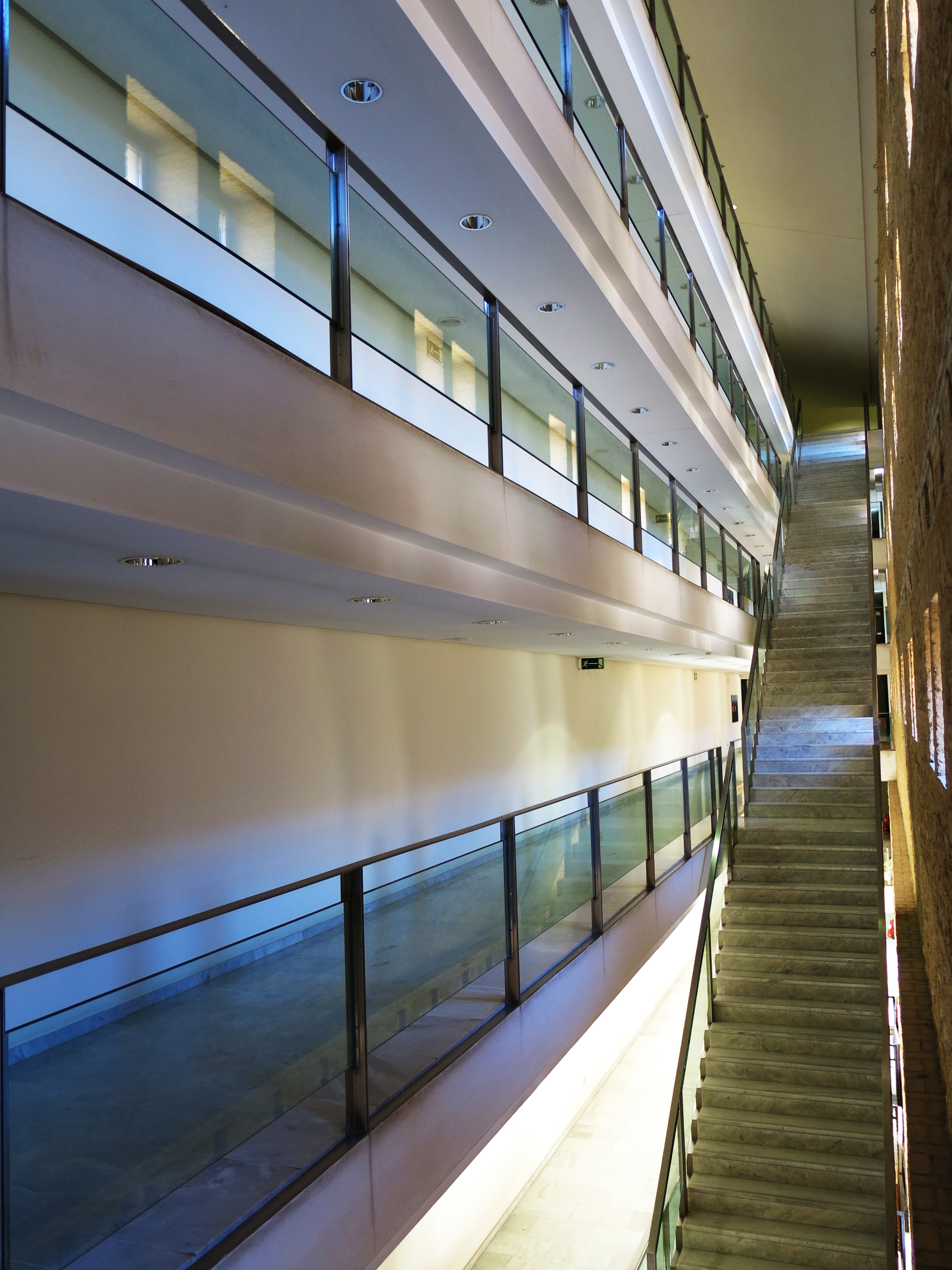
Интерьер Валенсийской библиотеки

В Валенсийской библиотеке хранится почти миллион документов и имеется автоматизированный каталог, позволяющий ознакомиться с ним через Интернет. Эта великолепная коллекция состоит из большого разнообразия материалов и опор, от пергамента и бумаги до самых современных электронных форматов, и включает в себя документы с 13 по 21 век. Разработка коллекции осуществлялась в соответствии с целями, установленными самим указом о создании: произведениями автора Valencian, темой Valencian или произведением в Валенсии. Способами входа были пожертвования и вклады, покупки и внесение залога.
Особого упоминания заслуживают пожертвования и наследство, так как они позволили иметь большую и полную коллекцию, с базовыми произведениями неисчислимой ценности, являющимися справочным сборником для исследователей.
В число этих средств, помимо первоначального пожертвования Николая Примитиу Гомеса Серрано, входят средства Пере Марии Ортс и Бош , Игнасио Сольдевила , Фелипе Гарина Ортиса де Таранко  , Хесуса Мартинеса Геррикабейтии, Фамилии Вентуры, Гильермины Медрано и Рафаэля Суперви. Начер и др. Кроме того, Валенсийская библиотека приобрела важные коллекции и библиотеки, такие как библиотеки Карререса, Мануэля Санчиса Гарнера, Мануэля Баса Карбонелла, Рафаэля Лапеса Мельгара, Алехандро Ферранта Васкеса , Берты Сингерман, Анжела Лакалье Фенандеса, фотографических коллекций Жозе Югета и Финнеса. Desfilis, фонд испанской компании фотограмметрических работ и др.
Также важно ввоз произведений с обязательного депонирования, поскольку это позволяет сохранить образец издательской продукции Валенсии, что является одной из целей, которым должна соответствовать эта библиотека на основе того, что регулируется самим указом о создании, и им дают соответствующее распространение через Валенсийская библиографию онлайн.
Кроме того, в Валенсийской библиотеке есть несколько временных депозитов, среди которых выделяется коллекция Сервантины Франческа Мартинеса и Мартинеса, хранящаяся в Дипутасьоне де Валенсии и сильно увеличенная за счет покупок Женералитата, который является одним из основных сборников изданий произведения Сервантеса по всему миру.
В Валенсийской библиотеке также имеется важная коллекция рукописей, среди которых есть подтверждение первой буквы Сант-Матеу от 1274 года, которая является старейшим документом, хранящимся в Валенсийской библиотеке. Образец спектакля Лукреция, датированный приблизительно 1500 годом, посвящен его красоте, посвященной его автору Джованни Баттиста Канталисио Папе Александру VI по случаю свадьбы Лукреции Борха с Альфонсо де Арагоном.
Он также обладает великолепной коллекцией антикварных произведений, среди которых заслуживает особого упоминания коллекция инкунабул, состоящая из приблизительно 53 томов, например, издание «Сор Изабель де Вильена» принца Виты Кристи , напечатанное в Валенсии в 1497 году; Сохранение полка и ядовитая чума Луи Алкани, напечатанная в Валенсии в 1490 году; несколько экземпляров проповедей Сан-Висенте-Феррера, среди которых можно упомянуть одну, напечатанную в Колонии в 1487 году, которая является самой старой копией проповедей Сан-Висенте-Феррера, которую имеет Biblioteca Valenciana; первое печатное издание Furs nous del regne de Valencia e capitols ordenades per loy don Fernando II в Генеральном Корте де Ориола, напечатанное в 1493 году; Он практикует медицину Арнау де Виланова, напечатанную в 1497 году и т. Д. К ним следует добавить большую коллекцию произведений XVI—XVIII веков.
С другой стороны, мы должны подчеркнуть важность коллекции hemeroteca, с более чем 14 000 наименований, которые варьируются от письменной прессы до графических комиксов, праздничных книг, ежегодников, каталогов продавцов книг и журналов различных тем и направлений. Среди сохранившихся произведений можно выделить El Diario de Valencia (1790—1835), коллекцию журналов периода Второй Республики и Гражданской войны, полулегальные публикации, сборник «Llibrets de falla» и др. Также большое значение для сообщества Валенсии имеют фонды, поступающие от Editora Valenciana, которая опубликовала большую часть комиксов и популярных романов, которые были прочитаны в Испании во второй половине XX века.
Кроме того, он выделяет важную коллекцию графического фона, собранную этой библиотекой, в которой мы можем найти широкий выбор фотографий, открыток, рисунков, гравюр, карт, планов, наклеек и т. Д. с шестнадцатого века до настоящего времени. В число фондов, входящих в эту коллекцию, входят фонды Хосе Хуге , Висенте Пейдро, Хоакина Санчиса Серрано «Fineness», Марио Гийамона, Франческа Жарка, Хосе Лазаро Баярри, Publipress, Desfilis и коллекция аэрофотоснимков Испании, которые являются образцом жизни и обычаев Валенсии, ее истории, ее городов и ландшафтов, являющихся свидетельством неисчислимой ценности.